# Новая Ивановка (Молдова)
Новая Ивановка (рум. Ivanovca Nouă, Ивановка Ноуэ) — село в Чимишлийском районе Молдавии. Относится к сёлам, не образующим коммуну.

## География
Село расположено на высоте 115 метров над уровнем моря.

## Население
По данным переписи населения 2004 года, в селе Ивановка Ноуэ проживает 956 человек (480 мужчин, 476 женщин).
Этнический состав села:
| Национальность | Число жителей | Процентный состав |
| -------------- | ------------- | ----------------- |
| молдаване      | 951           | 99.48             |
| русские        | 2             | 0.21              |
| болгары        | 2             | 0.21              |
| украинцы       | 1             | 0.1               |
| Всего          | 956           | 100%              |